# ゲオルク・ヨハン2世 (プファルツ＝リュッツェルシュタイン公)
ゲオルク・ヨハン2世（ドイツ語：Georg Johann II., 1586年6月24日 - 1654年9月29日）は、プファルツ＝グッテンベルク公（在位：1598年 - 1654年）およびプファルツ＝リュッツェルシュタイン公（在位：1611年 - 1654年）。

## 生涯
ゲオルク・ヨハンは、プファルツ＝フェルデンツ公ゲオルク・ヨハン1世とスウェーデン王グスタフ1世ヴァーサの娘アンナ・マリアとの間に四男として生まれた。
ゲオルク・ヨハンは、グッテンベルク領を兄ルートヴィヒ・フィリップとともに分割相続し、1592年に父の跡を継いだ。 兄のゲオルク・グスタフとヨハン・アウグストはそれぞれフェルデンツとリュッツェルシュタインを継承した。当初、ゲオルグ・ヨハンは母親と長兄ゲオルグ・グスタフの保護下にあった。1601年に兄のルートヴィヒ・フィリップがハイデルベルクの馬上槍試合で殺害された後、ゲオルク・ヨハン2世は単独でグッテンベルクを統治した。
1611年に兄ヨハン・アウグストが亡くなった後、ゲオルク・ヨハン2世がリュッツェルシュタイン伯領をも継承した。
ゲオルク・ヨハンの死により、グッテンベルク系およびリュッツェルシュタイン系プファルツ家は再び断絶し、その領土はゲオルク・ヨハンの甥であるレオポルト・ルートヴィヒのものとなった。ゲオルク・ヨハン2世はリュッツェルシュタインに埋葬された。

## 結婚と子女
ゲオルク・ヨハンは1613年にプファルツ＝ズルツバッハ公オットー・ハインリヒの娘ズザンナ（1591年 - 1661年）と結婚し、以下の子女が生まれた。
- ゲオルク・オットー（1614年 - 1635年）
- アンナ・マリア（1616年）
- ヨハン・フリードリヒ（1617年 - 1618年）
- フィリップ・ルートヴィヒ（1619年 - 1620年）